# Słoweńska Partia Narodowa
Słoweńska Partia Narodowa (słoweń. Slovenska Nacionalna Stranka, SNS) – słoweńska nacjonalistyczna partia polityczna.
Założona 17 marca 1991 przez Zmago Jelinčiča Plemenitiego. Najwyższe poparcie zanotowała w wyborach w 1992 (10,02%).
W wyborach w 2004 uzyskała 6,27% głosów i 6 miejsc w Zgromadzeniu Państwowym. W wyborach parlamentarnych w 2008 zdobyła 5,40% głosów i 5 miejsc w ZN. W wyborach w 2011 uzyskała tylko 1,80% głosów i nie wprowadziła swoich reprezentantów do parlamentu. W wyborach w 2014 nieco poprawiła wynik uzyskując 2,20% poparcia.
Partia wystawiała swoich kandydatów w wyborach do PE – w 2004 i zdobyła 5,02% głosów; w głosowaniu w 2009 uzyskała 2,85% poparcia. W wyborach do PE w 2014 uzyskała 4,04% poparcia.